# Toutencourt
Toutencourt est une commune française située dans le département de la Somme, en région Hauts-de-France.

## Géographie

### Localisation

#### Communes limitrophes

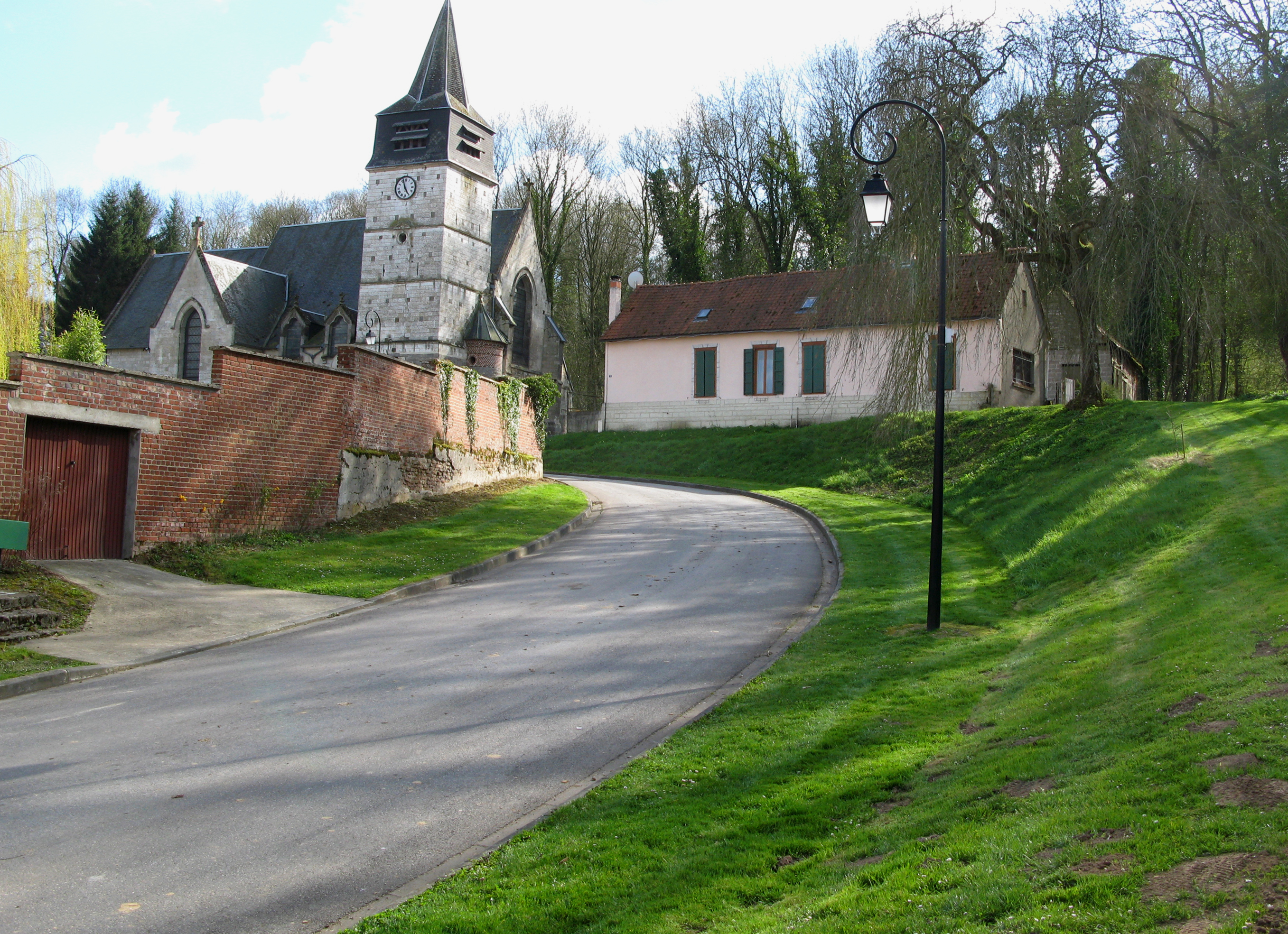
Paysage de la commune : l'église vers la motte castrale.

Ce village picard est situé à 18 km au sud-est de Doullens et à 20 km au nord-ouest d'Amiens.

### Quartiers, hameaux, lieux-dits et écarts
- Heppeville : y aurait été implanté un manoir ou une forteresse féodale[1].
- Le Festonval : lieu d'un ancienne bâtisse au Moyen Âge.
- Le Temple.

### Hydrographie

#### Réseau hydrographique
La commune est située dans le bassin Artois-Picardie. Elle est drainée par le fossé de Heppeville et le Moulin,.

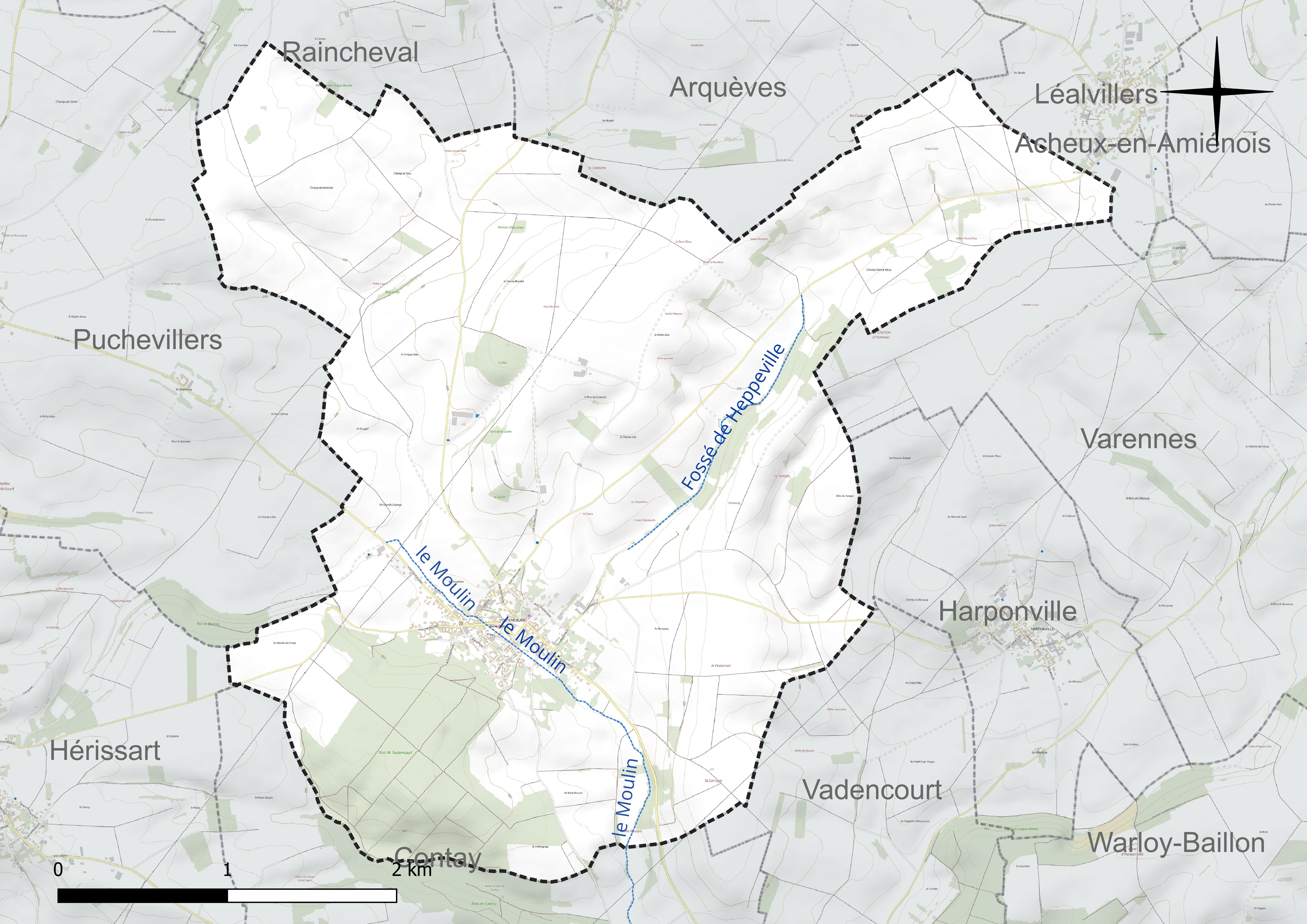
Réseau hydrographique de Toutencourt.

#### Gestion et qualité des eaux
Le territoire communal est couvert par le schéma d'aménagement et de gestion des eaux (SAGE) « Somme aval et Cours d'eau côtiers ». Ce document de planification concerne un territoire de 1 835 km2 de superficie, délimité par le bassin versant de la Somme canalisée. Le périmètre a été arrêté le 29 avril 2010 et le SAGE proprement dit a été approuvé le 6 août 2019. La structure porteuse de l'élaboration et de la mise en œuvre est le syndicat mixte d'aménagement hydraulique du bassin versant de la Somme (AMEVA).
La qualité des cours d'eau peut être consultée sur un site dédié géré par les agences de l'eau et l'Agence française pour la biodiversité.

### Climat
Pour des articles plus généraux, voir Climat des Hauts-de-France et Climat de la Somme.
En 2010, le climat de la commune est de type climat océanique dégradé des plaines du Centre et du Nord, selon une étude du CNRS s'appuyant sur une série de données couvrant la période 1971-2000. En 2020, Météo-France publie une typologie des climats de la France métropolitaine dans laquelle la commune est exposée à un climat océanique et est dans la région climatique Nord-est du bassin Parisien, caractérisée par un ensoleillement médiocre, une pluviométrie moyenne régulièrement répartie au cours de l'année et un hiver froid (3 °C).
Pour la période 1971-2000, la température annuelle moyenne est de 10,1 °C, avec une amplitude thermique annuelle de 14,4 °C. Le cumul annuel moyen de précipitations est de 786 mm, avec 12,4 jours de précipitations en janvier et 8,6 jours en juillet. Pour la période 1991-2020, la température moyenne annuelle observée sur la station météorologique la plus proche, située sur la commune de Méaulte à 15 km à vol d'oiseau, est de 10,7 °C et le cumul annuel moyen de précipitations est de 730,3 mm,. Pour l'avenir, les paramètres climatiques de la commune estimés pour 2050 selon différents scénarios d'émission de gaz à effet de serre sont consultables sur un site dédié publié par Météo-France en novembre 2022.

## Urbanisme

### Typologie
Au 1er janvier 2024, Toutencourt est catégorisée commune rurale à habitat dispersé, selon la nouvelle grille communale de densité à sept niveaux définie par l'Insee en 2022.
Elle est située hors unité urbaine. Par ailleurs la commune fait partie de l'aire d'attraction d'Amiens, dont elle est une commune de la couronne,. Cette aire, qui regroupe 369 communes, est catégorisée dans les aires de 200 000 à moins de 700 000 habitants,.

### Occupation des sols
L'occupation des sols de la commune, telle qu'elle ressort de la base de données européenne d'occupation biophysique des sols Corine Land Cover (CLC), est marquée par l'importance des territoires agricoles (90,1 % en 2018), une proportion identique à celle de 1990 (90,1 %). La répartition détaillée en 2018 est la suivante : 
terres arables (83,4 %), forêts (7,7 %), prairies (6,7 %), zones urbanisées (2,3 %). L'évolution de l'occupation des sols de la commune et de ses infrastructures peut être observée sur les différentes représentations cartographiques du territoire : la carte de Cassini (XVIIIe siècle), la carte d'état-major (1820-1866) et les cartes ou photos aériennes de l'IGN pour la période actuelle (1950 à aujourd'hui).

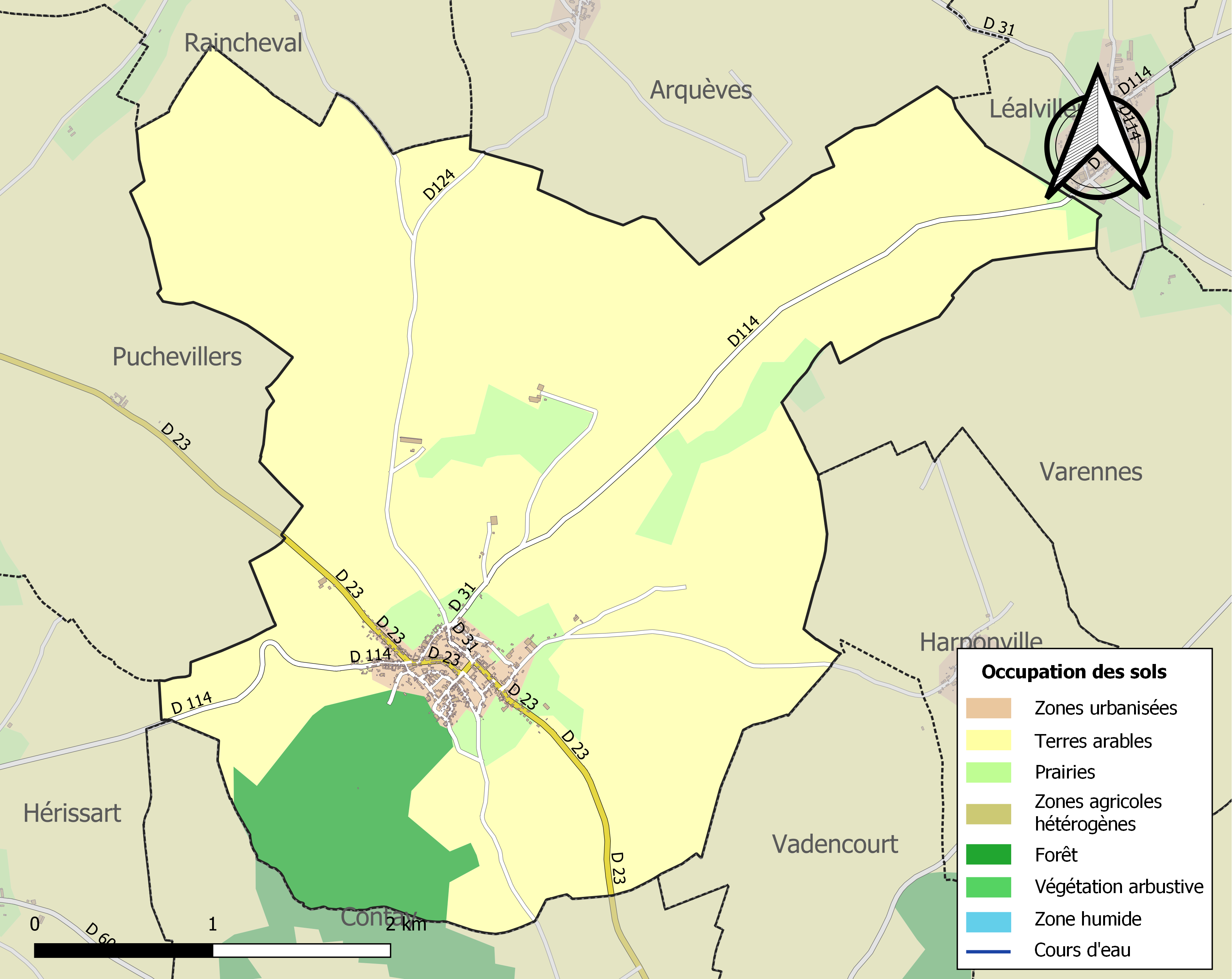
Carte des infrastructures et de l'occupation des sols de la commune en 2018 (CLC).

### Voies de communication et transports
En 2019, la localité est desservie par la ligne d'autocars no 23 (Doullens - Beauquesne - Amiens) du réseau Trans'80, Hauts-de-France, tous les jours sauf le dimanche et les jours fériés.

## Toponymie
Le nom de la localité est attesté sous les formes Toutencort en 1214 ; Totencort en 1226 (cartulaire de Fouilloy) ; Tottencort en 1236 (cartulaire de Fieffes) ; Toutencourt en 1290 (pouillé du diocèse d'Amiens) ; Totencuria en 1320 (actes du Parlement de Paris) ; Toutancour en 1761 ; Touttancourt en 1761 ; Touttencourt en 1757.
Il s'agit d'une formation toponymique médiévale en -court au sens ancien de « cours de ferme, ferme », pris comme équivalent du vieux bas francique *huf, *hof (cf. moyen néerlandais hof, vieux saxon hof, vieux haut allemand hof, etc.). Le nom commun cour est une graphie basée sur la latinisation erronée curia (mot qui a donné curie) de l'ancien mot court qui a donné aussi courtois. Le premier élément Touten- représente l'anthroponyme germanique Totta au cas régime tel qu'on le rencontre dans Totainville (Totani villa Xe siècle).

## Histoire

### Antiquité
Des objets datant de l'époque gallo-romaine ont été trouvés dans le village.

### Moyen Âge
Une motte féodale atteste de travaux défensifs sur le territoire communal.
En 1226, Adam de Totencort, seigneur de Toutencourt par lettres confirma la vente de la dîme de Contay au chapitre de Fouilloy.
En 1280, Robert de Toutencourt, chevalier, confirme les donations faites aux Templiers de Belle-Église de terres situées à Laviéville.
Après 1428, Antoine de Bournonville devient seigneur de Toutencourt, héritage maternel de sa femme Péronne Blondel.
Le 18 février 1470, Charles le Téméraire, duc de Bourgogne se dirigeant vers Picquigny, campa à Toutencourt.
Jean de Toutencourt s'étant allié à Charles le Téméraire contre Louis XI aurait été écartelé à Amiens. Une croix de pierre, située dans le village, rappellerait cet événement,.

### Époque moderne
Au XVIe siècle, la seigneurie appartient à la famille de Bournonville.
En 1567, Philippe de Moulin, écuyer, est seigneur de Toutencourt. 
La seigneurie passe ensuite à la famille de Mailly puis à la famille de France d'Hézecques.
En 1635, Toutencourt est victime des invasions espagnoles.

### Époque contemporaine
Un office notarial est créé à Toutencourt en 1806. Il existait toujours en 1933 et ses titulaires étaient membres de cinq générations de la même famille, les Bienaimé.
À la fin du XIXe siècle, l'industrie de la chaussure permettait d'améliorer le bien-être des habitants.
En 1890 est créé un bureau télégraphique dans la commune.
En 2005, conduite par Jean-Paul Nigaut, la commune de Toutencourt achète la motte féodale. La motte est entretenue par la commune et les bénévoles de l'association Toutencourt Mémoire & culture. Des fouilles y sont réalisées en 2010. Des panneaux informatifs sur l'histoire de la motte et du site de l'ancien château ont été installés par la communauté de communes du Pays du Coquelicot.

## Politique et administration

### Rattachements administratifs et électoraux
La commune se trouve depuis 1926 dans l'arrondissement d'Amiens du département de la Somme. Par arrêté préfectoral du 27 décembre 2016, la commune en est détachée le 1er janvier 2017  pour intégrer l'arrondissement de Péronne.
Pour l'élection des députés, elle fait partie depuis 1958 de la cinquième circonscription de la Somme.
Intégré depuis 1801 du canton d'Acheux-en-Amiénois, dans le cadre du redécoupage cantonal de 2014 en France, Toutencourt est désormais rattaché au canton d'Albert.

### Intercommunalité
Toutencourt est membre de la communauté de communes du Pays du Coquelicot créée fin 2001 sous le nom de Communauté de communes de la région d'Albert - Acheux en Amiénois et Bray-sur-Somme avant de prendre sa dénomination actuelle fin 2004.

## Population et société

### Démographie
L'évolution du nombre d'habitants est connue à travers les recensements de la population effectués dans la commune depuis 1793. Pour les communes de moins de 10 000 habitants, une enquête de recensement portant sur toute la population est réalisée tous les cinq ans, les populations de référence des années intermédiaires étant quant à elles estimées par interpolation ou extrapolation. Pour la commune, le premier recensement exhaustif entrant dans le cadre du nouveau dispositif a été réalisé en 2004.

En 2022, la commune comptait 426 habitants, en évolution de −9,75 % par rapport à 2016 (Somme : −1,26 %, France hors Mayotte : +2,11 %).
| 1793  | 1800 | 1806  | 1821  | 1831  | 1836  | 1841  | 1846  | 1851  |
| ----- | ---- | ----- | ----- | ----- | ----- | ----- | ----- | ----- |
| 1 000 | 874  | 1 128 | 1 210 | 1 574 | 1 361 | 1 386 | 1 500 | 1 481 |

| 1856  | 1861  | 1866  | 1872  | 1876  | 1881  | 1886  | 1891  | 1896  |
| ----- | ----- | ----- | ----- | ----- | ----- | ----- | ----- | ----- |
| 1 402 | 1 360 | 1 325 | 1 176 | 1 140 | 1 056 | 1 032 | 1 070 | 1 011 |

| 1901 | 1906 | 1911 | 1921 | 1926 | 1931 | 1936 | 1946 | 1954 |
| ---- | ---- | ---- | ---- | ---- | ---- | ---- | ---- | ---- |
| 974  | 900  | 835  | 711  | 649  | 606  | 559  | 475  | 462  |

| 1962 | 1968 | 1975 | 1982 | 1990 | 1999 | 2004 | 2006 | 2009 |
| ---- | ---- | ---- | ---- | ---- | ---- | ---- | ---- | ---- |
| 448  | 436  | 426  | 467  | 484  | 493  | 494  | 487  | 508  |

| 2014 | 2019 | 2022 | - | - | - | - | - | - |
| ---- | ---- | ---- | - | - | - | - | - | - |
| 481  | 439  | 426  | - | - | - | - | - | - |

### Enseignement
L'école du village compte 48 élèves à la rentrée de l'année scolaire 2018-2019.

### Manifestations culturelles et festivités
La seconde édition de la fête médiévale, organisée par l'office de tourisme, a eu lieu dimanche 5 mai 2019.

## Économie
La localité vit essentiellement de l'agriculture.
En 2019, le plus gros producteur de miel du département est situé dans le village. Avec 500 ruches, il produit 12 à 15 tonnes de miel par an.
Le seul commerce de proximité du village est le café rebaptisé en 2018 Picardy team, qui vend également du  tabac, la presse, loto, jeux, dépôt de pain et vente de confiserie...

## Culture locale et patrimoine

### Lieux et monuments
- Église Saint-Léger[38],[39]

Comme pour de nombreuses églises de la Somme, la base des murs est constituée d'un matériau plus résistant que le calcaire, le grès. La hauteur de grès est nettement supérieure à la base du clocher. Cela s'explique non seulement par le poids de la superstructure, mais aussi pour mieux lutter contre tout mouvement de terrain. L'édifice, ancienne chapelle castrale, domine le village et se dresse en effet sur le flanc d'une pente, à proximité immédiate de la motte, couverte de végétation juste à l'ouest.
Elle est surtout remarquable à l'intérieur et comprend une grille de chœur en fer forgé armorié du XVIIIe siècle, ainsi qu'un retable d'autel du XVIIIe siècle représentant la Résurrection, et un riche mobilier liturgique.
- Croix sur fût de pierre[39], dite Croix de Jean de Toutencourt[42].
- Chapelle dédiée à la Vierge, dans le cimetière. Fondée en 1648 par Le Fèvre de Caumartin, évêque d'Amiens[43].
- Motte féodale, avec fossés parfaitement conservés, semblant dater du Xe au XIIe siècle.
Des fouilles archéologiques ont été menées depuis les printemps 2009 et 2010[44]. Le site est inscrit à l'inventaire des monuments historiques[45].

- Cimetière militaire[46].

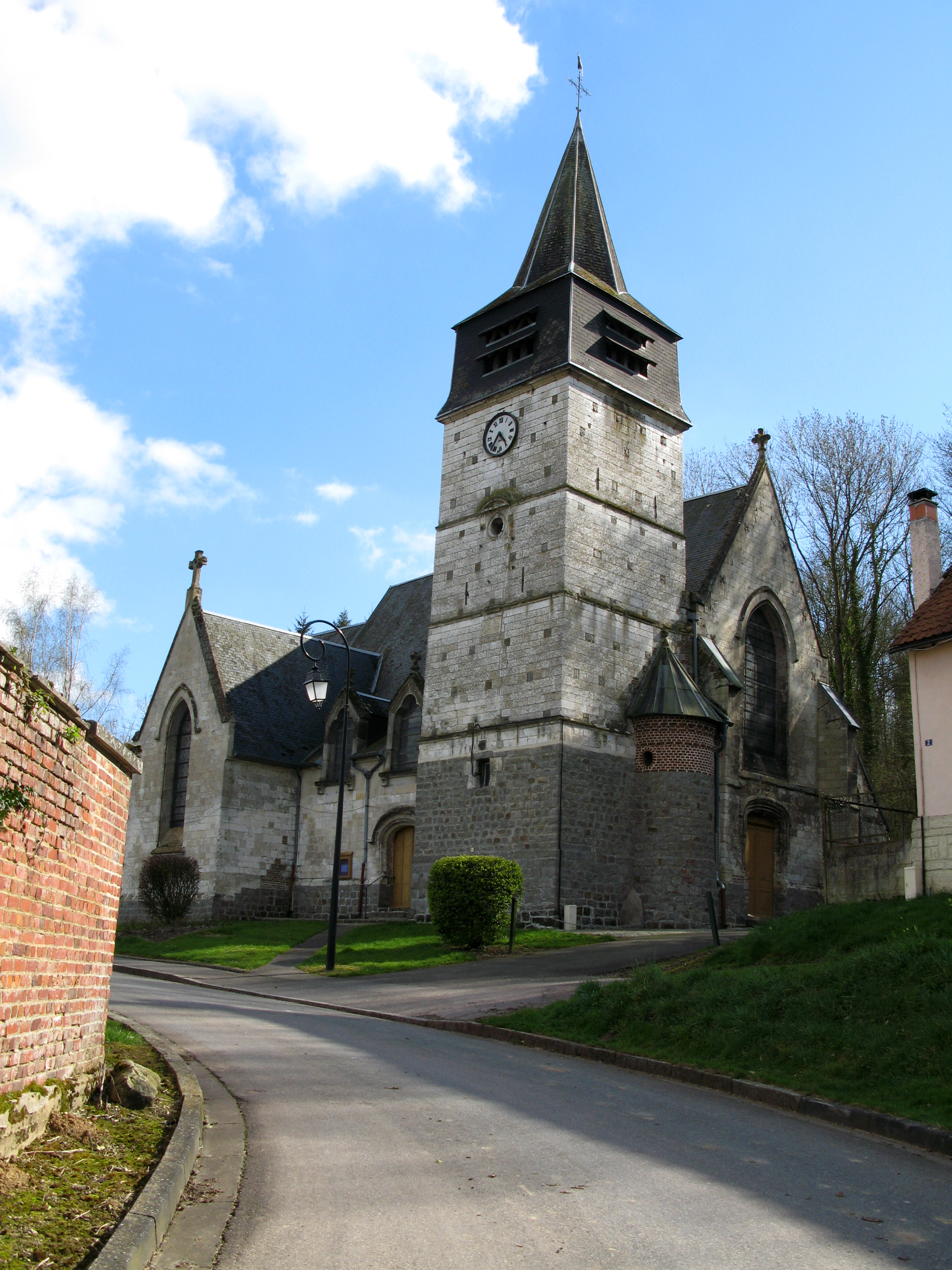
L'église Saint-Léger.
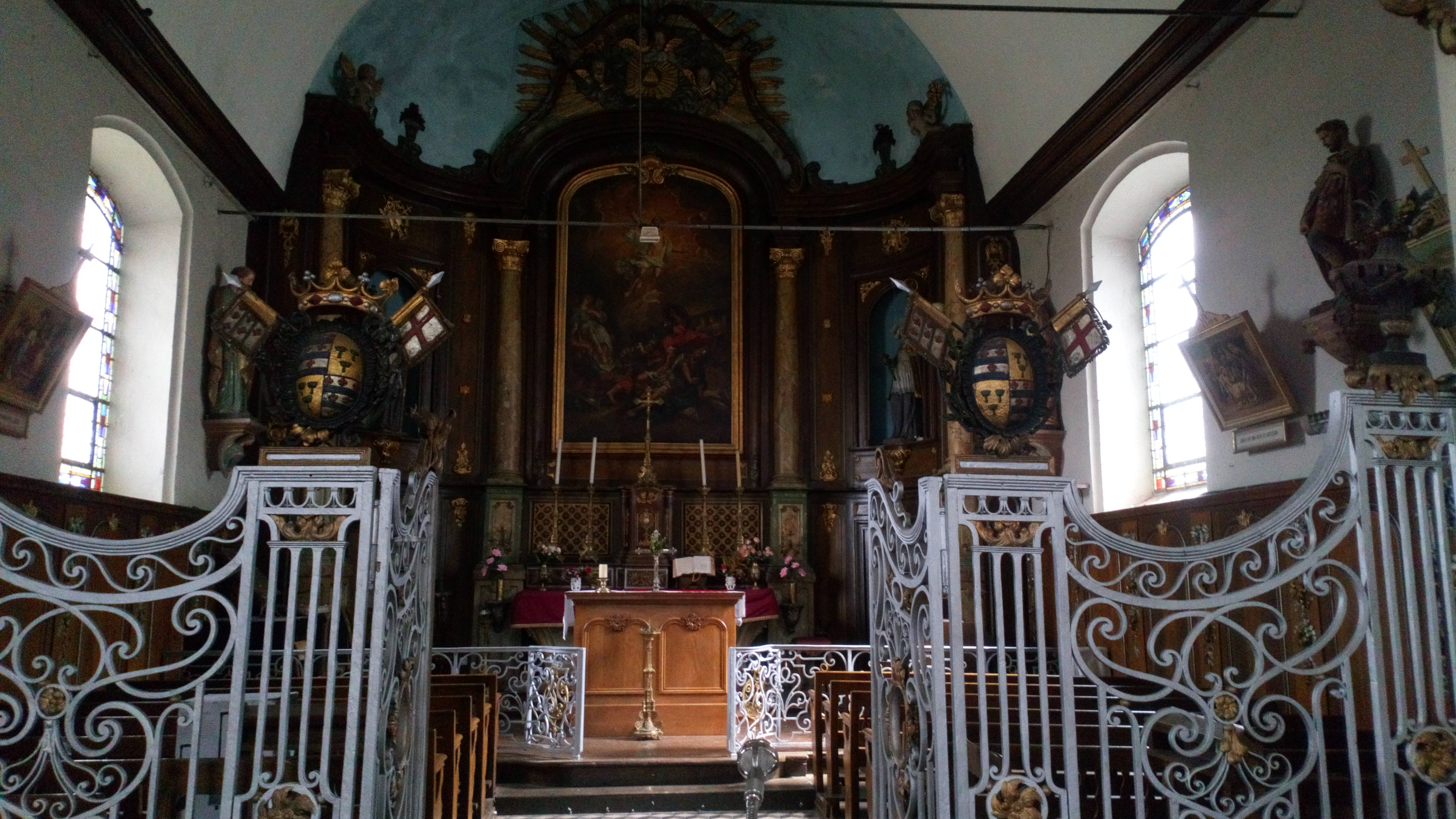
La grille de chœur et le maître-autel de l'église.
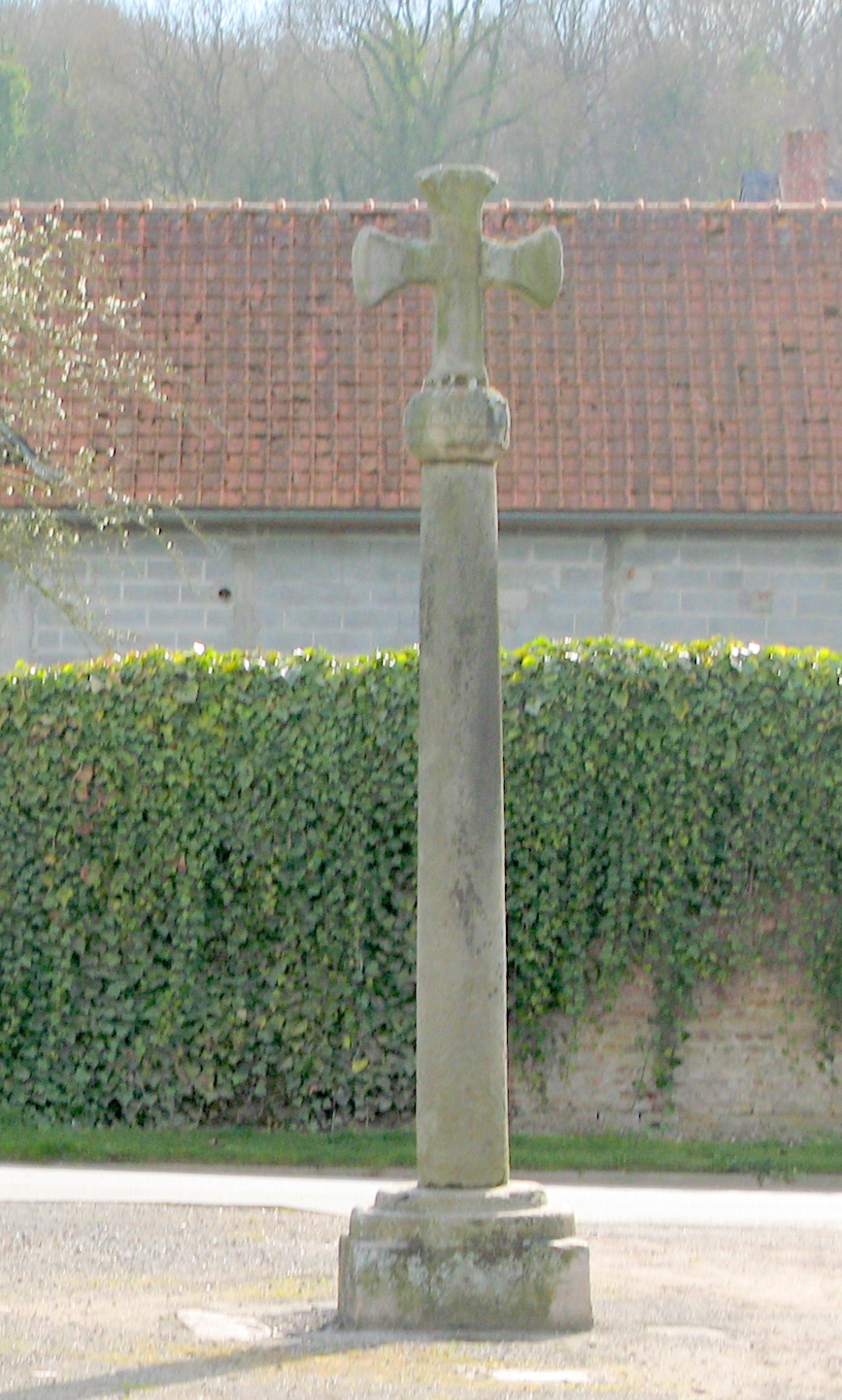
Croix de pierre.
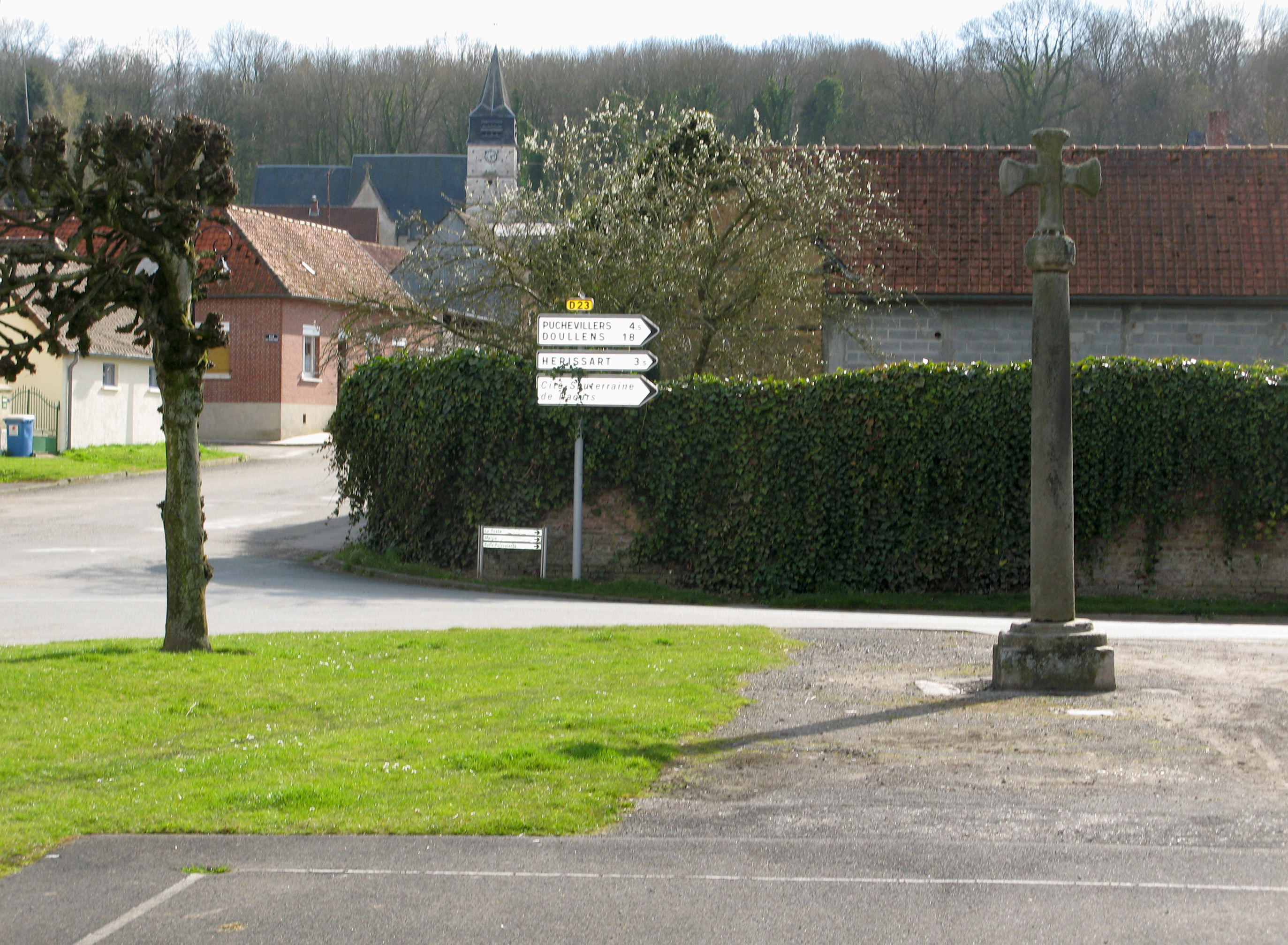
Vue de l'église depuis la place du village avec sa croix de pierre.
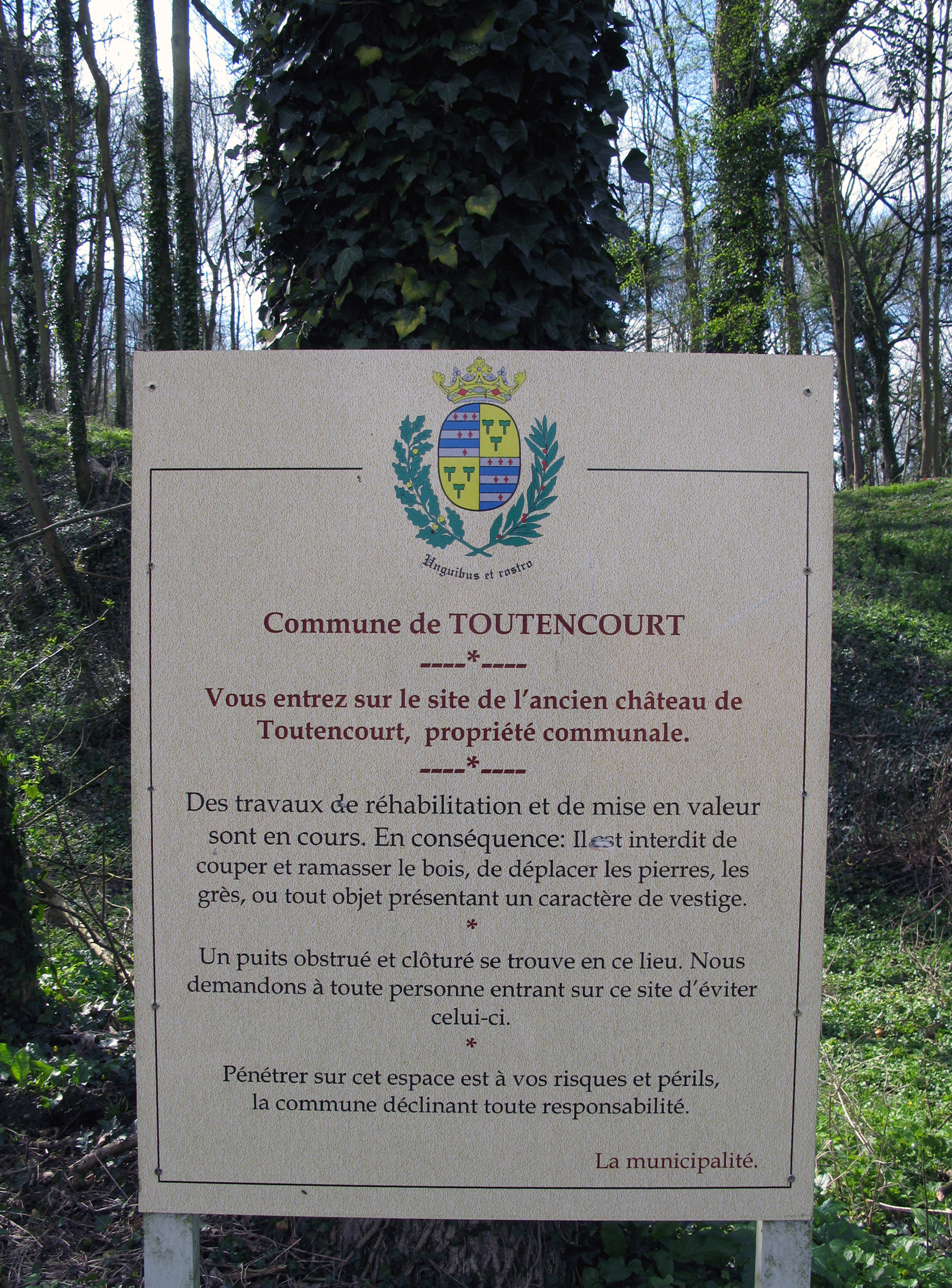
Panneau informatif à proximité de l'église, à l'entrée du site de la motte féodale.
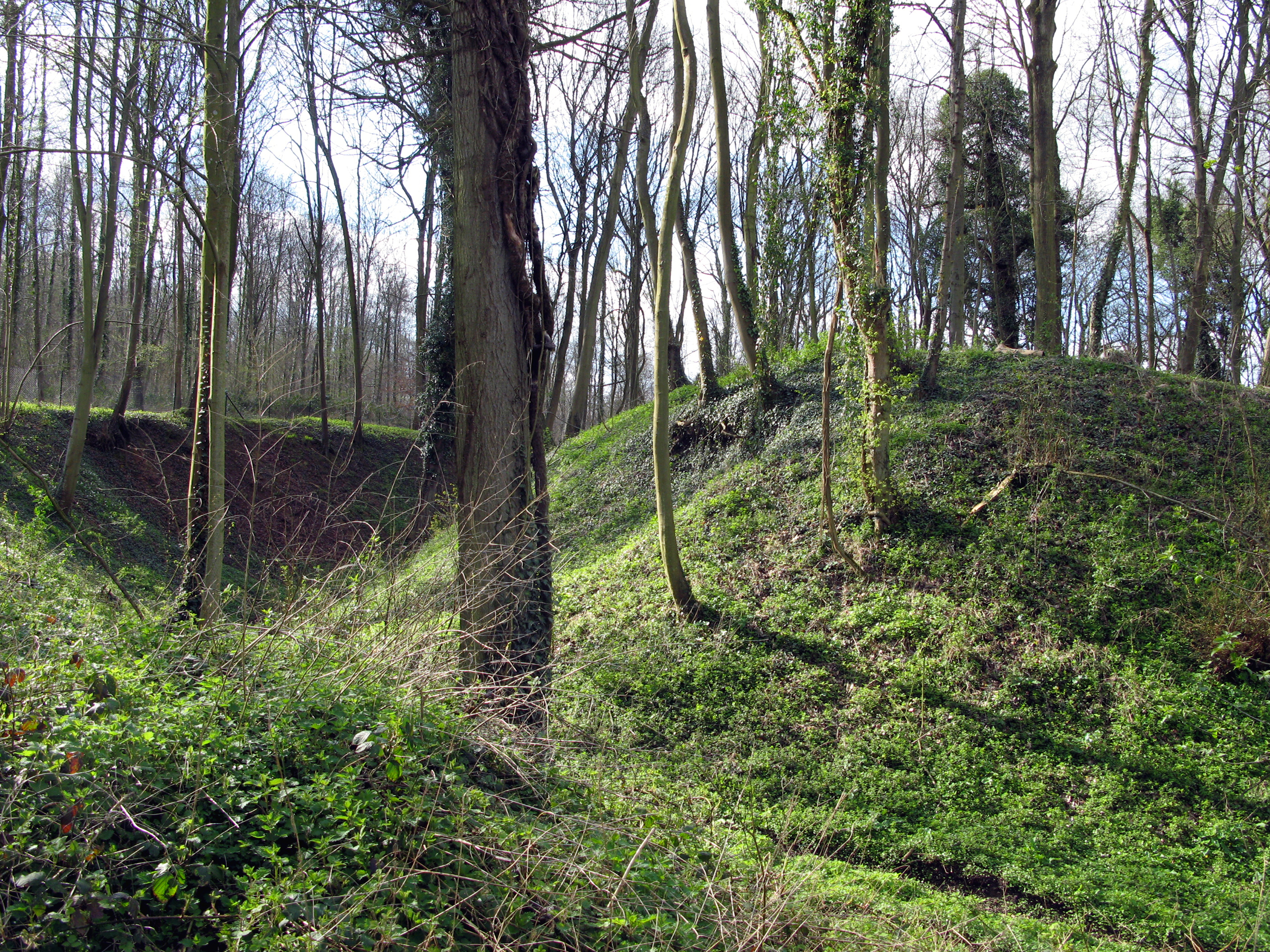
Fossé de la motte castrale.

### Héraldique
| Blason de Toutencourt | Blason  | Blasonnement : écartelé, au 1er fascé d'azur et d'argent, les fasces d'argent chargées de six fleurs de lis de gueules, 3, 2 et 1, aux 2e et 3e d'or à trois maillets de sinople au 4e fascé d'argent et d'azur, les fasces d'argent chargées de six fleurs de lis de gueules, 3, 2 et 1. Devise / CriUnguibus et rostro (A bec et à griffes). |
| Blason de Toutencourt | Détails | Le statut officiel du blason reste à déterminer. |